# Moda western
La Moda western es un conjunto de ropa y accesorios que derivan del estilo único existente en el Viejo Oeste en el siglo XIX.
El estilo proviene de las fieles reproducciones históricas de las ropas de los pioneros, tramperos, cowboys y vaqueros popularizada por  cantantes cowboys como Gene Autry y Roy Rogers en los años 1940 y 50.
La moda western puede ser muy informal, con una camiseta y unos pantalones vaqueros, o llevar multitud de ornamentos. Como mínimo, suele incorporar un sombrero de cowboy, cinturón de cuero y botas de cowboy.

## Galería

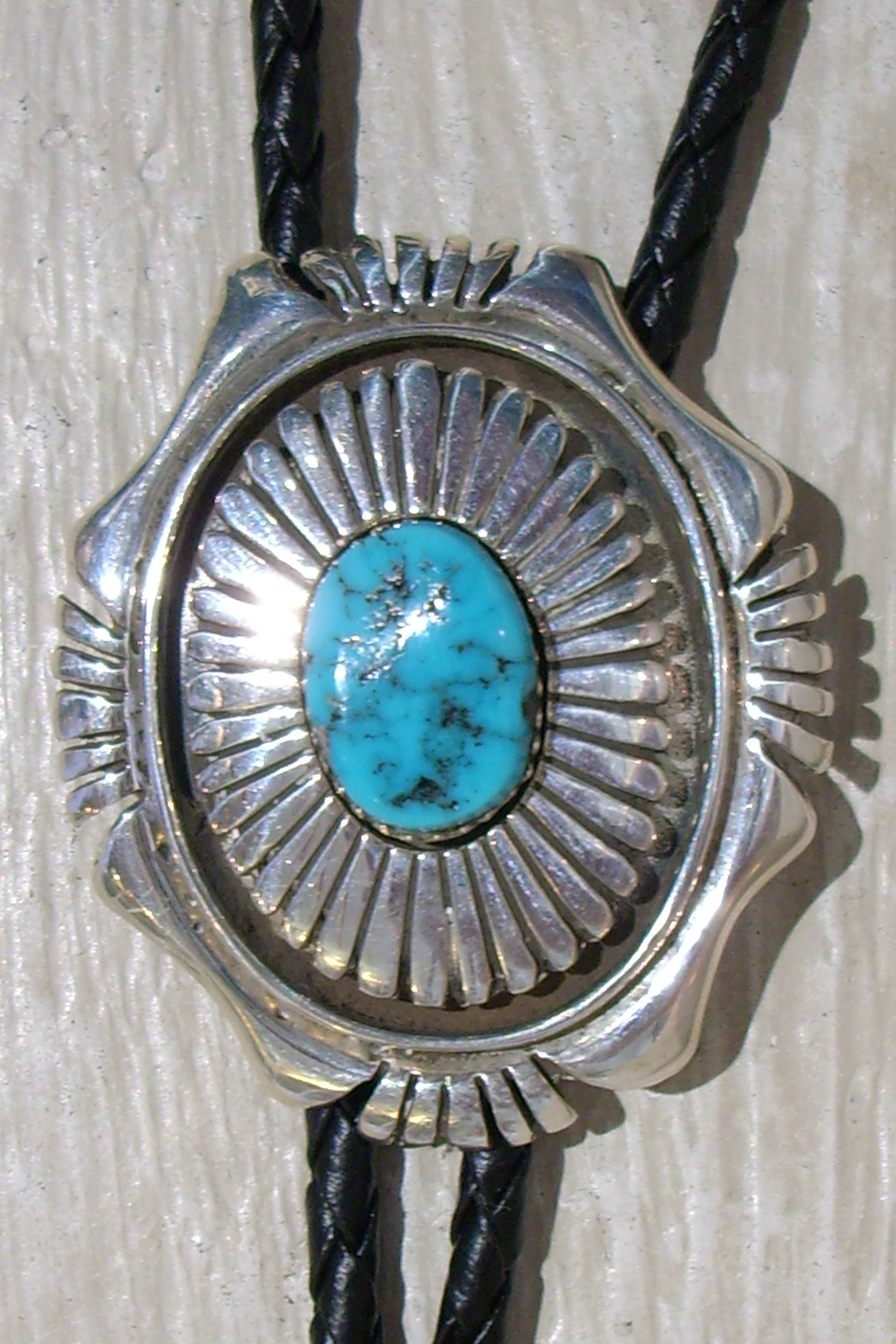
Corbata de bolo navajo de turquesa y plata
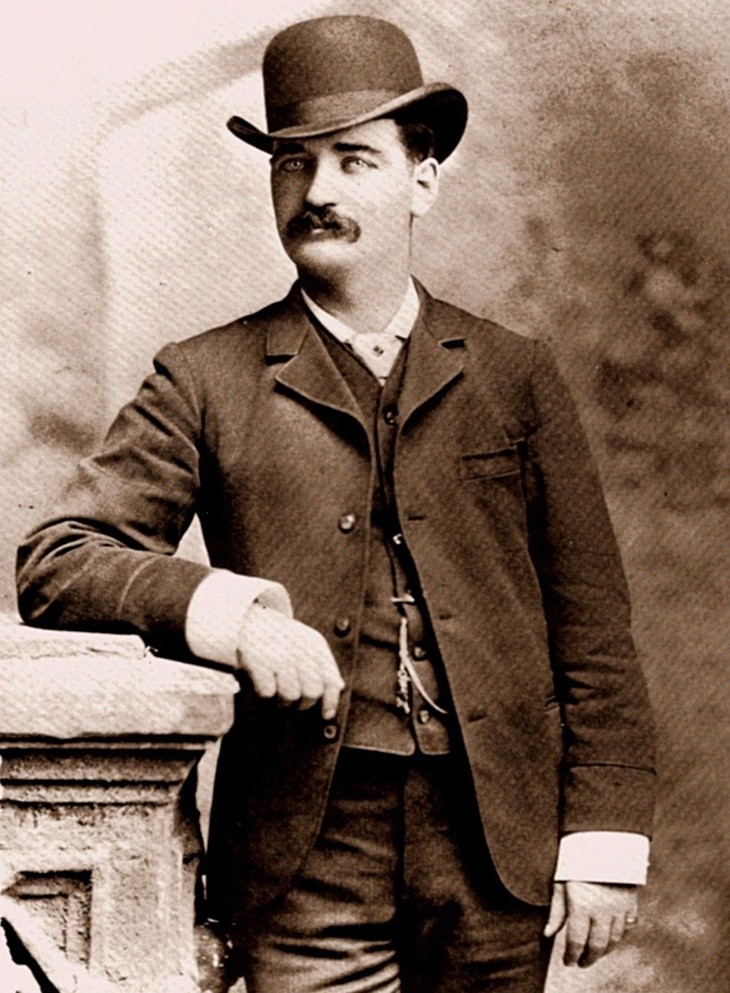
Sheriff Bat Masterson vistiendo bombín
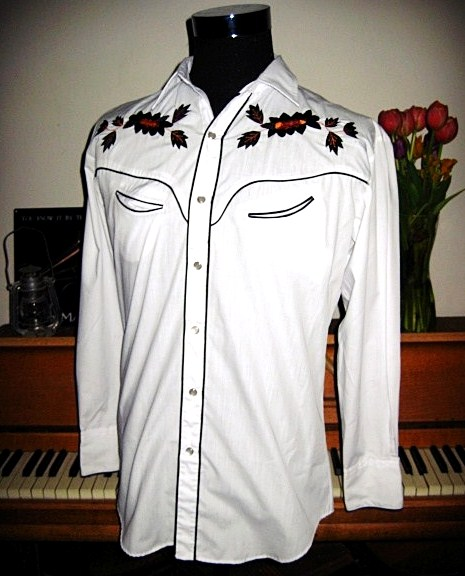
Camisa western años 1950 con botones faster popularizada por los cantantes cowboys
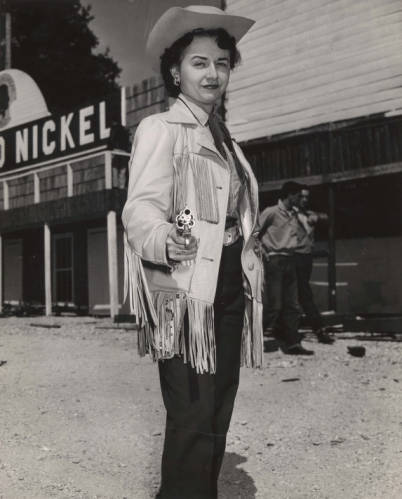
Camisa con flecos
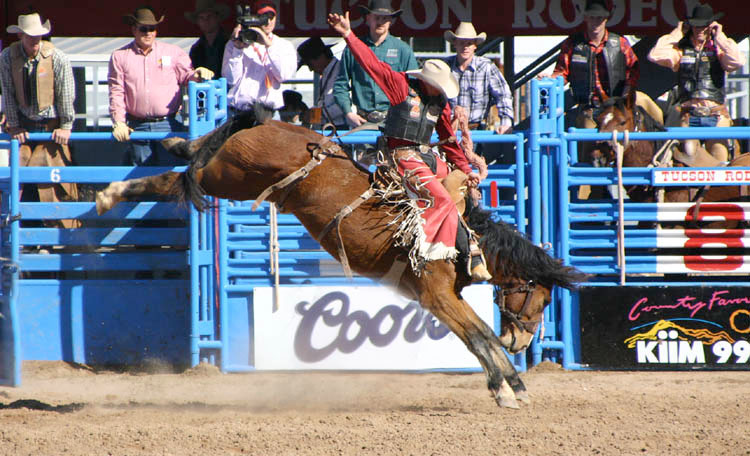
Cowboy con chaparreras de cuero en un rodeo estilo estadounidense
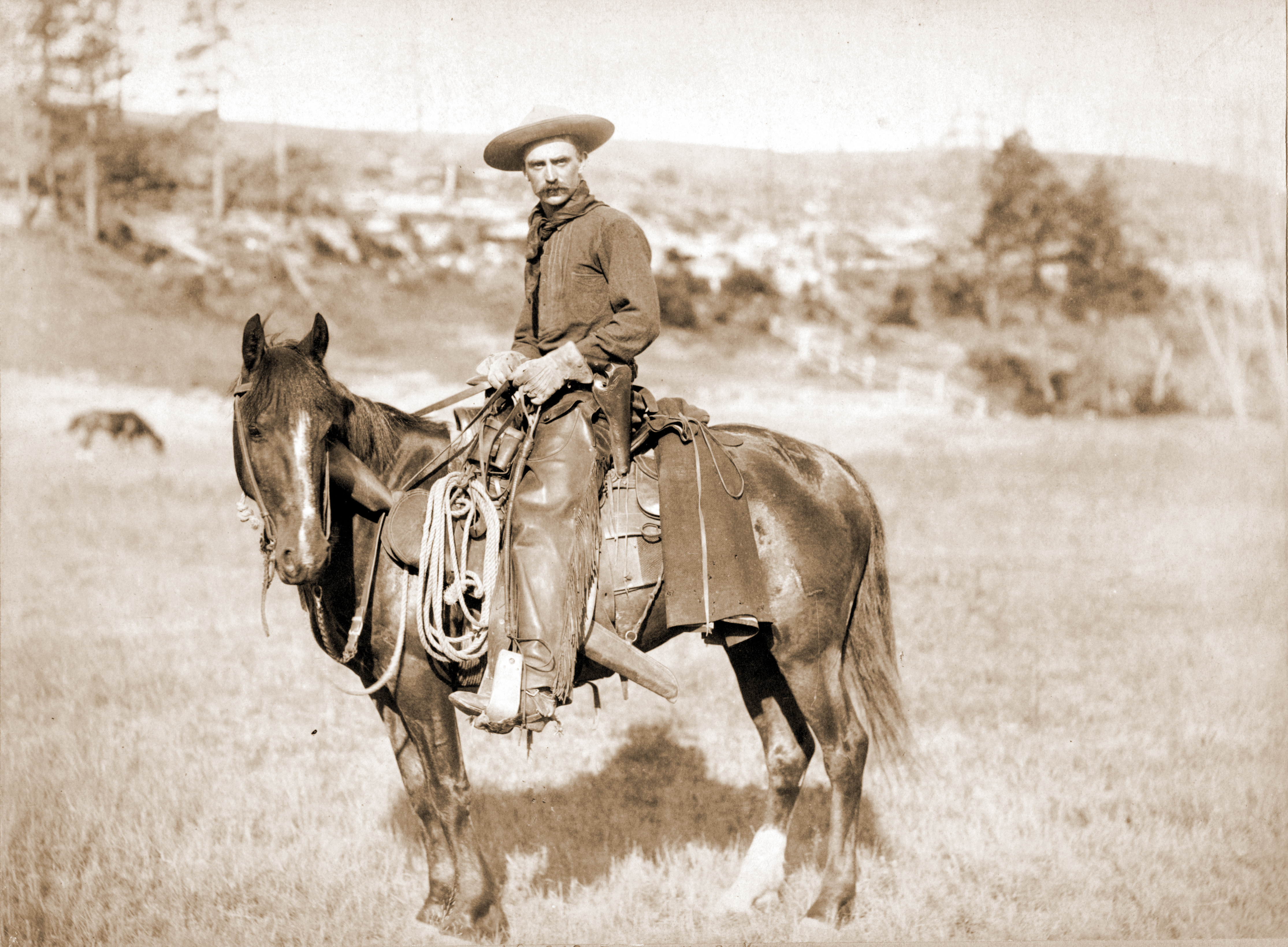
Cowboy con bandana o "wild rag" años 1880
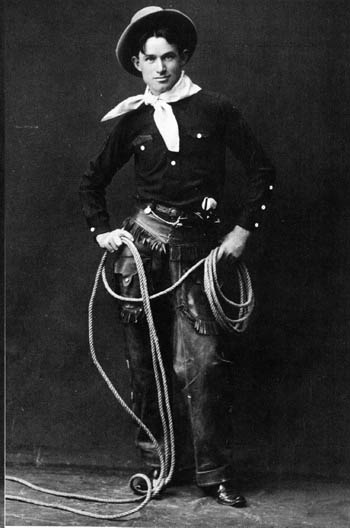
El estilo de Will Rogers inspiró la moda western en los años 1940
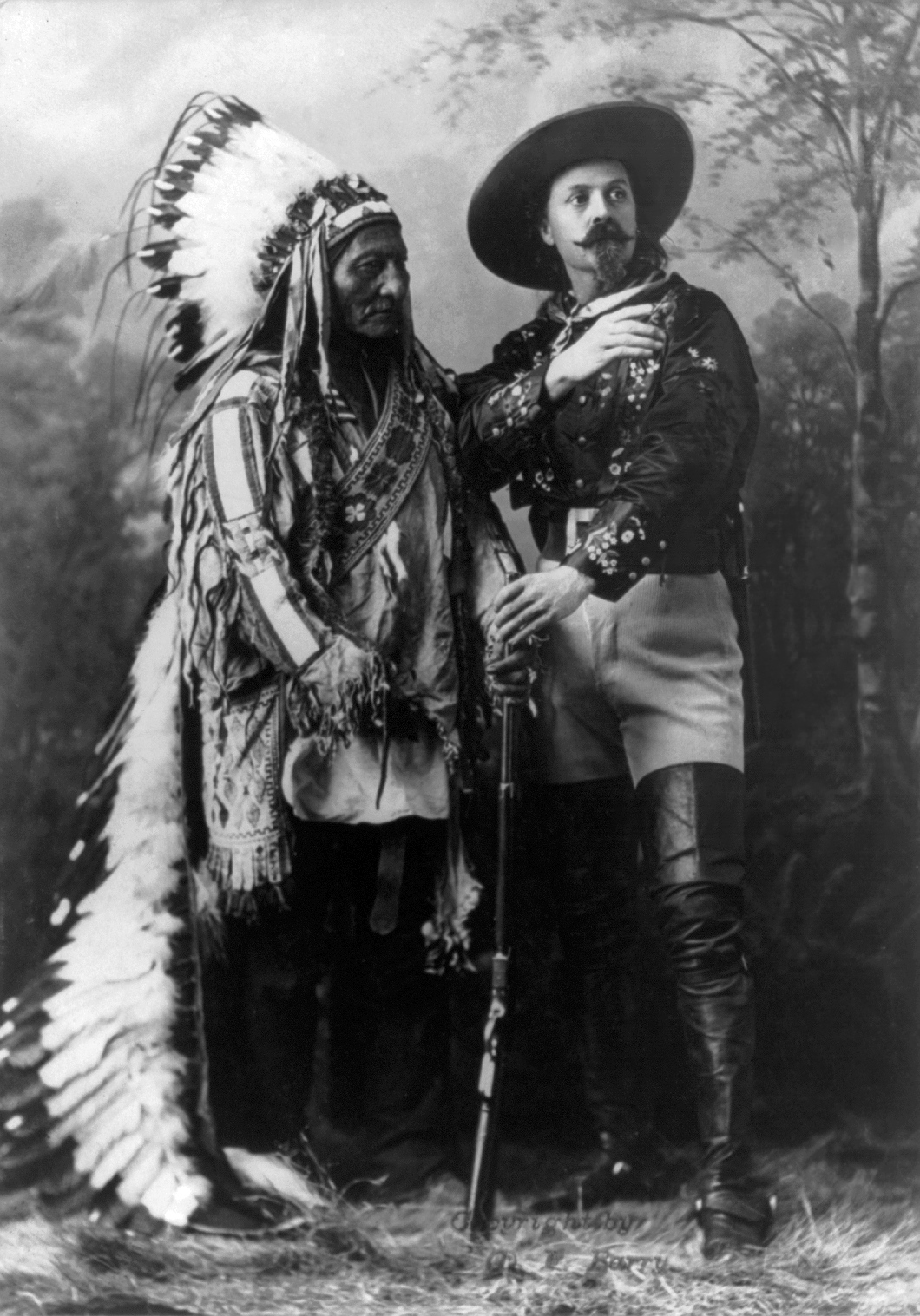
Uso antiguo de la camisa western bordada con Buffalo Bill
Camisa western con botones fasters de nácar, bolsillos en el pecho y motivos en forma de V
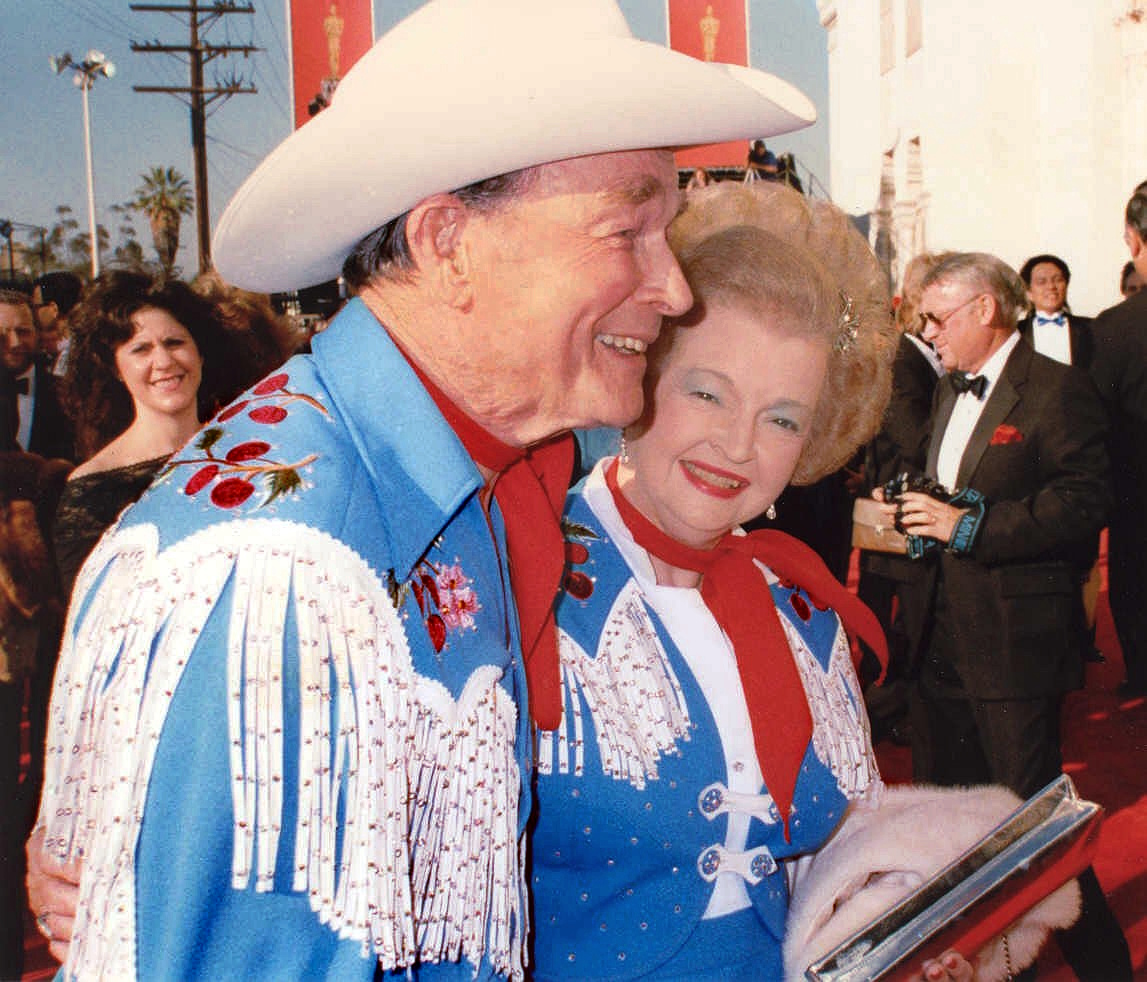
Roy Rogers y Dale Evans con chaquetas con flecos
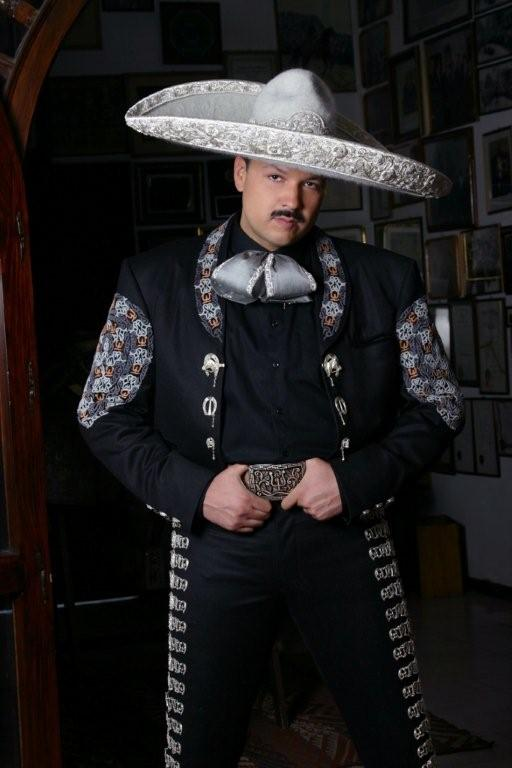
Mariachi con traje charro bordado
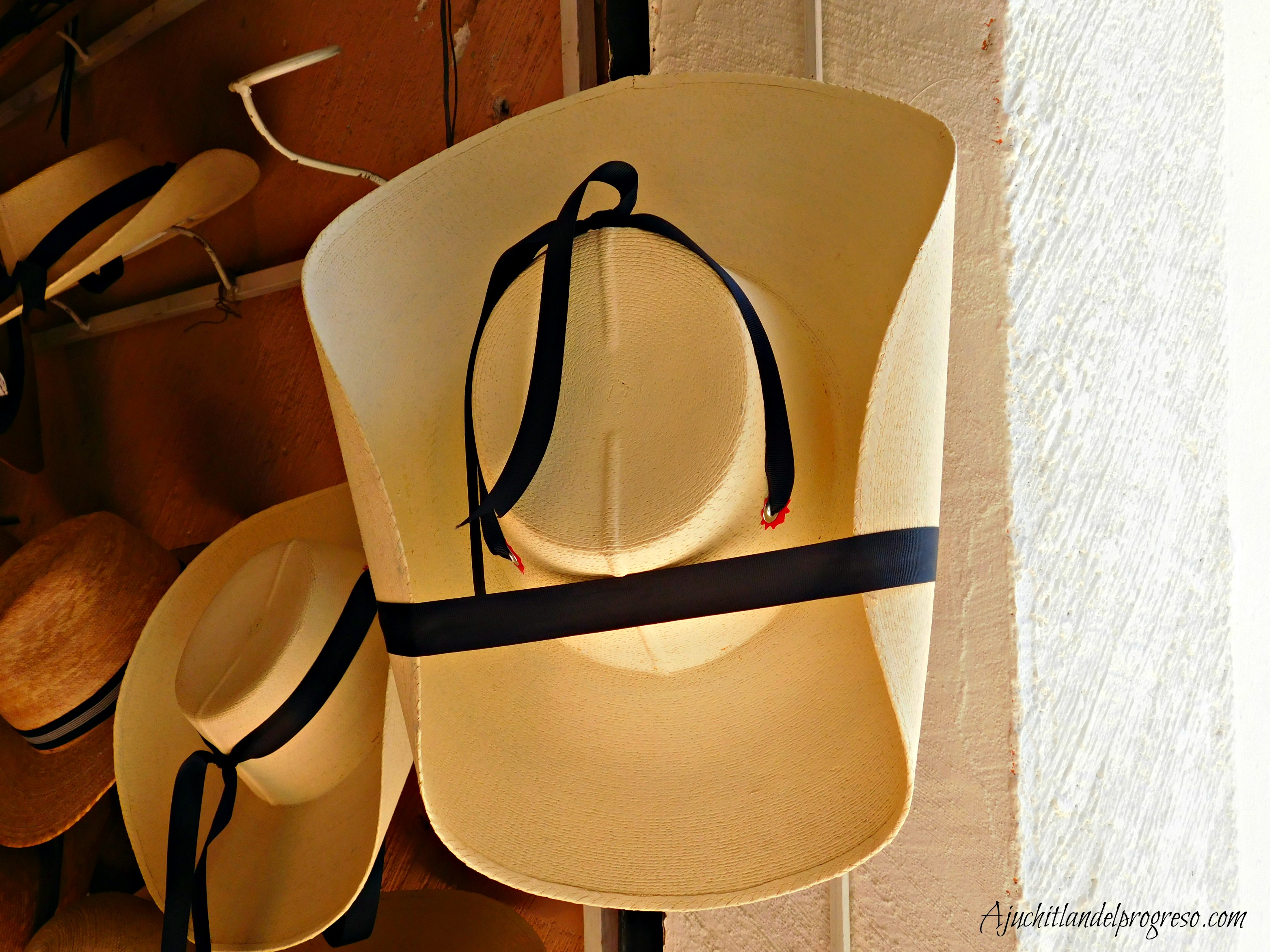
Sombrero calentano
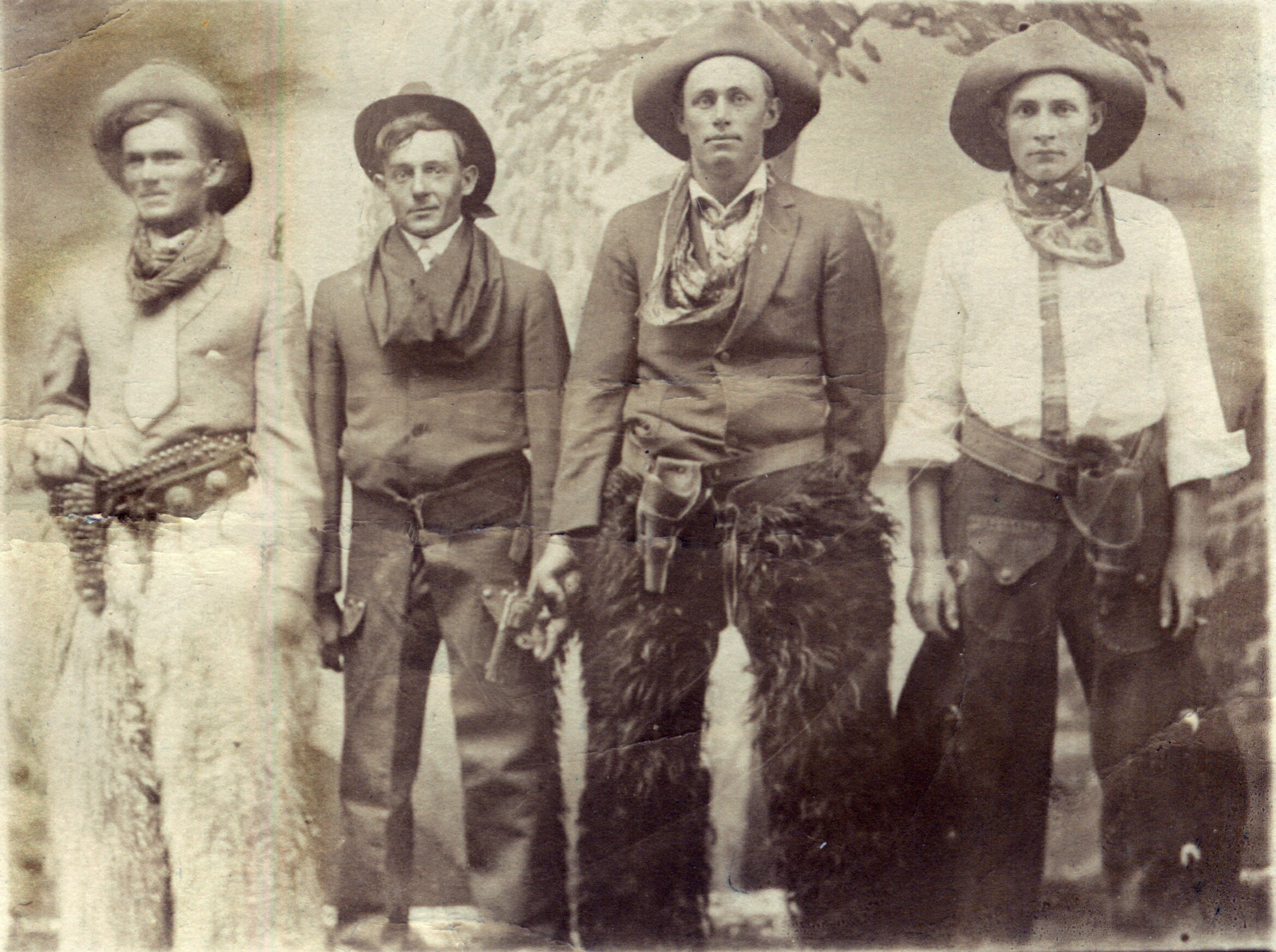
Tipos posando con chaparreras y stetson hacia 1910
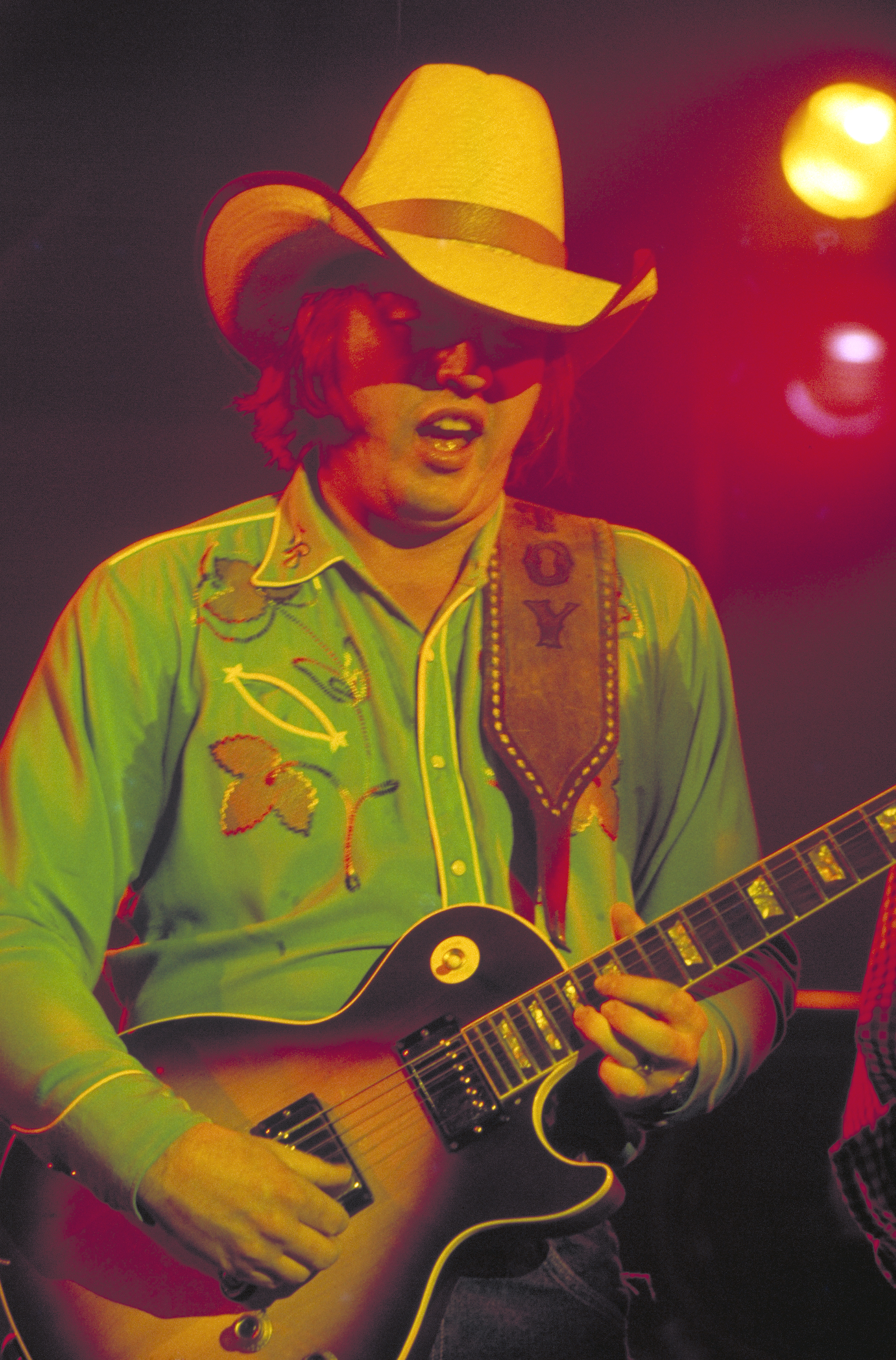
Ejemplo de camisas llamativas de los años 1970
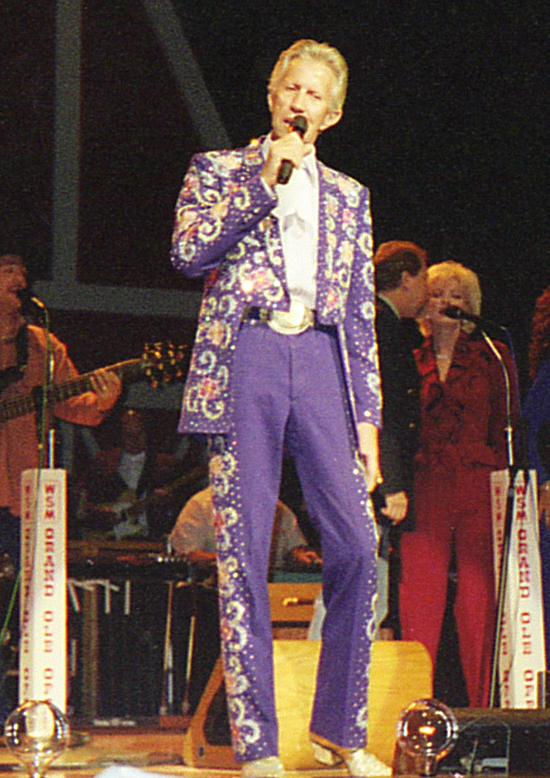
Porter Wagoner con traje
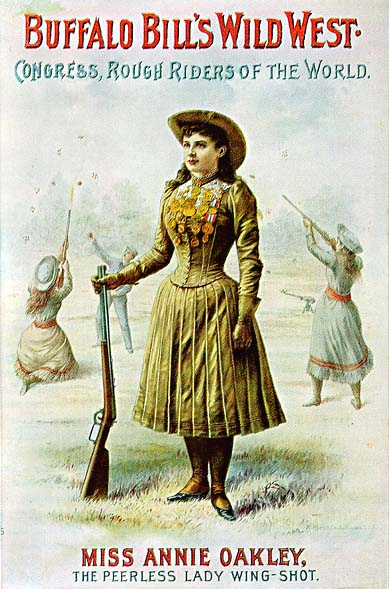
Annie Oakley vistiendo una falda pradera
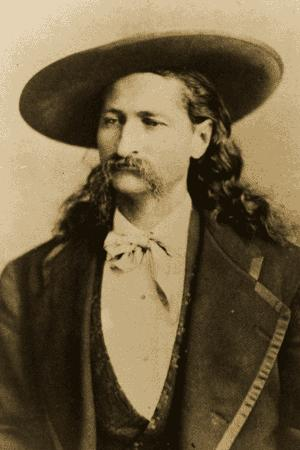
Wild Bill con sombrero y levita
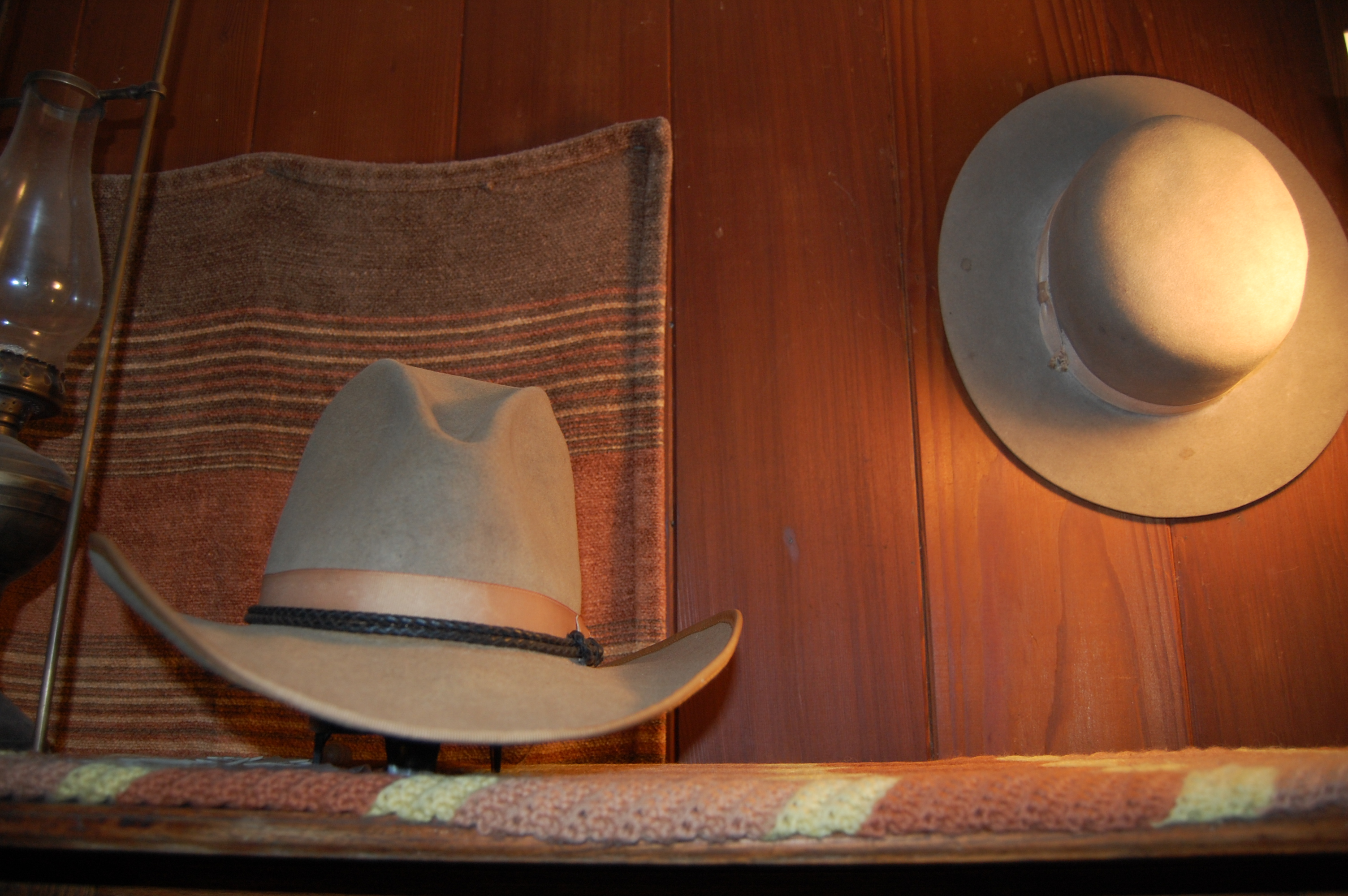
Stetsons auténticos de los años 1880
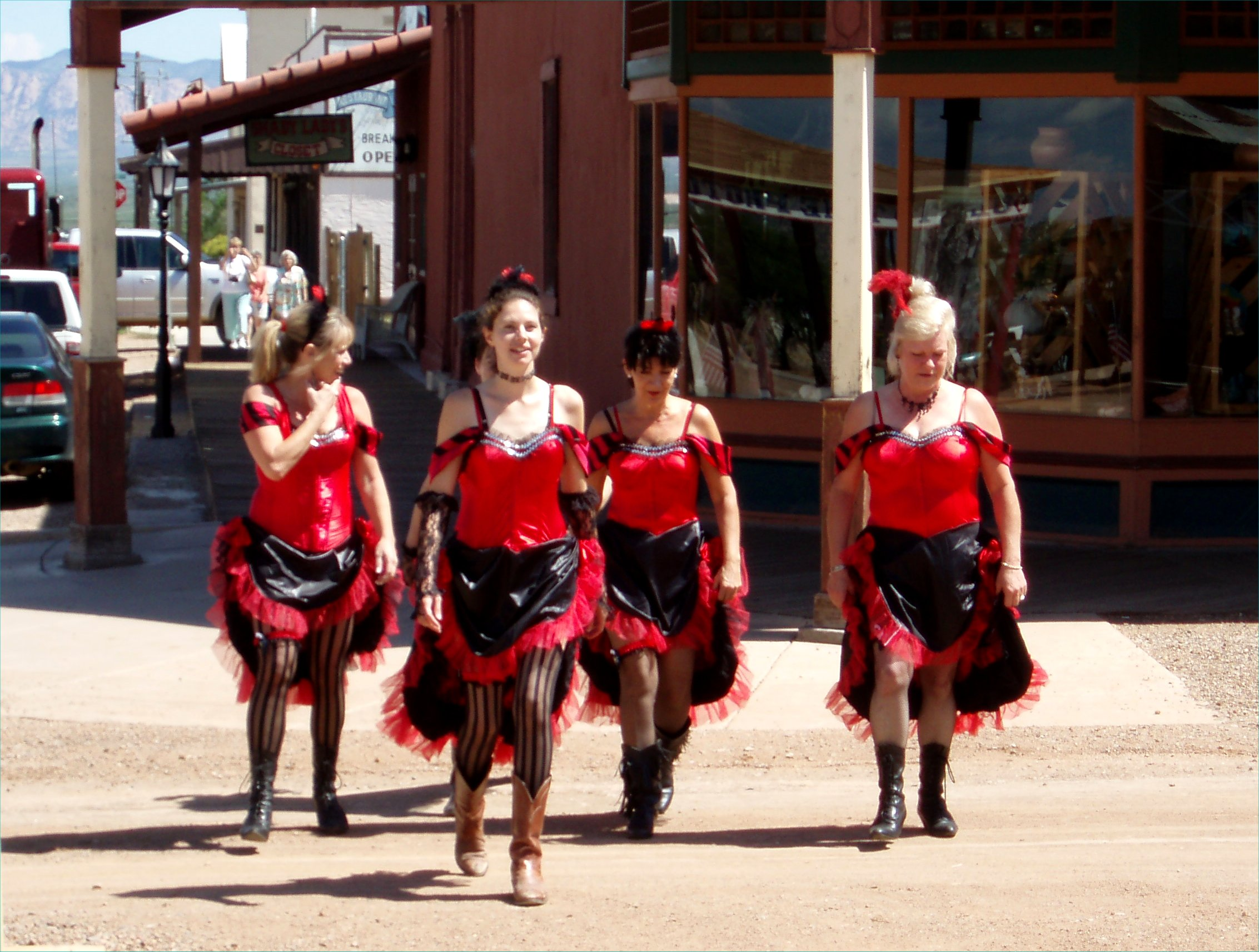
Recreación de unas "saloon girls"
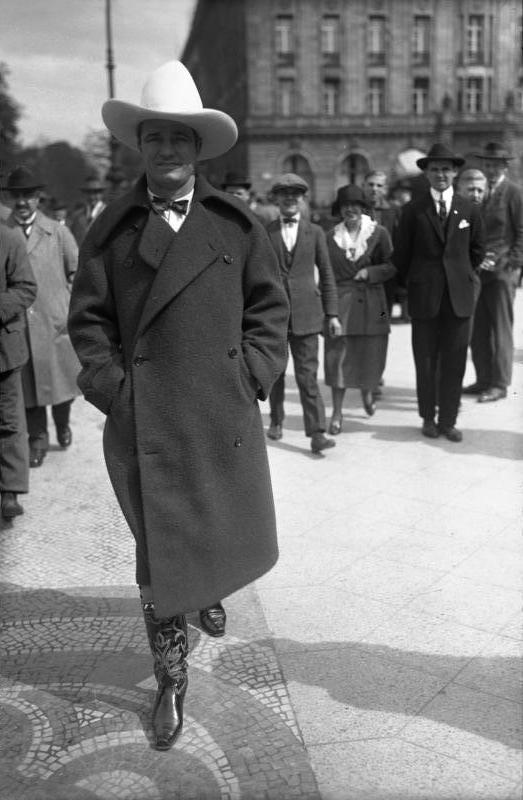
Tom Mix con sombrero "Ten Gallon"
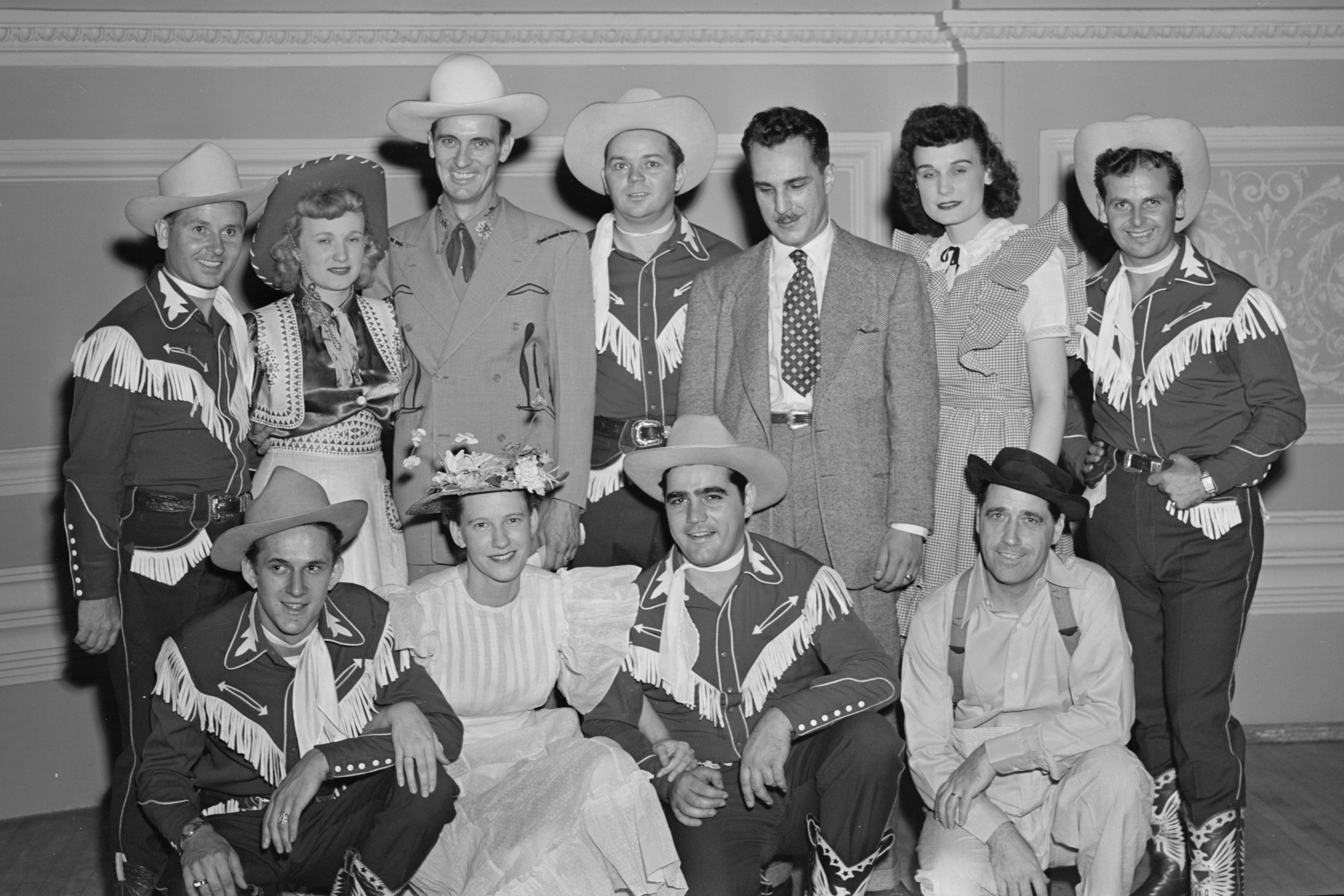
Ernest Tubb (tercero por la izquierda) con traje western
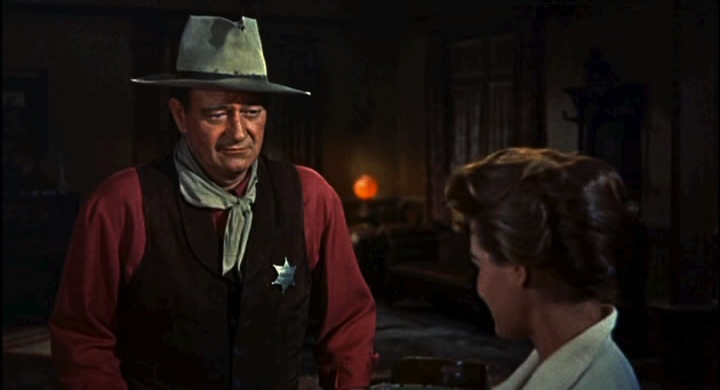
John Wayne con sombrero chambergo
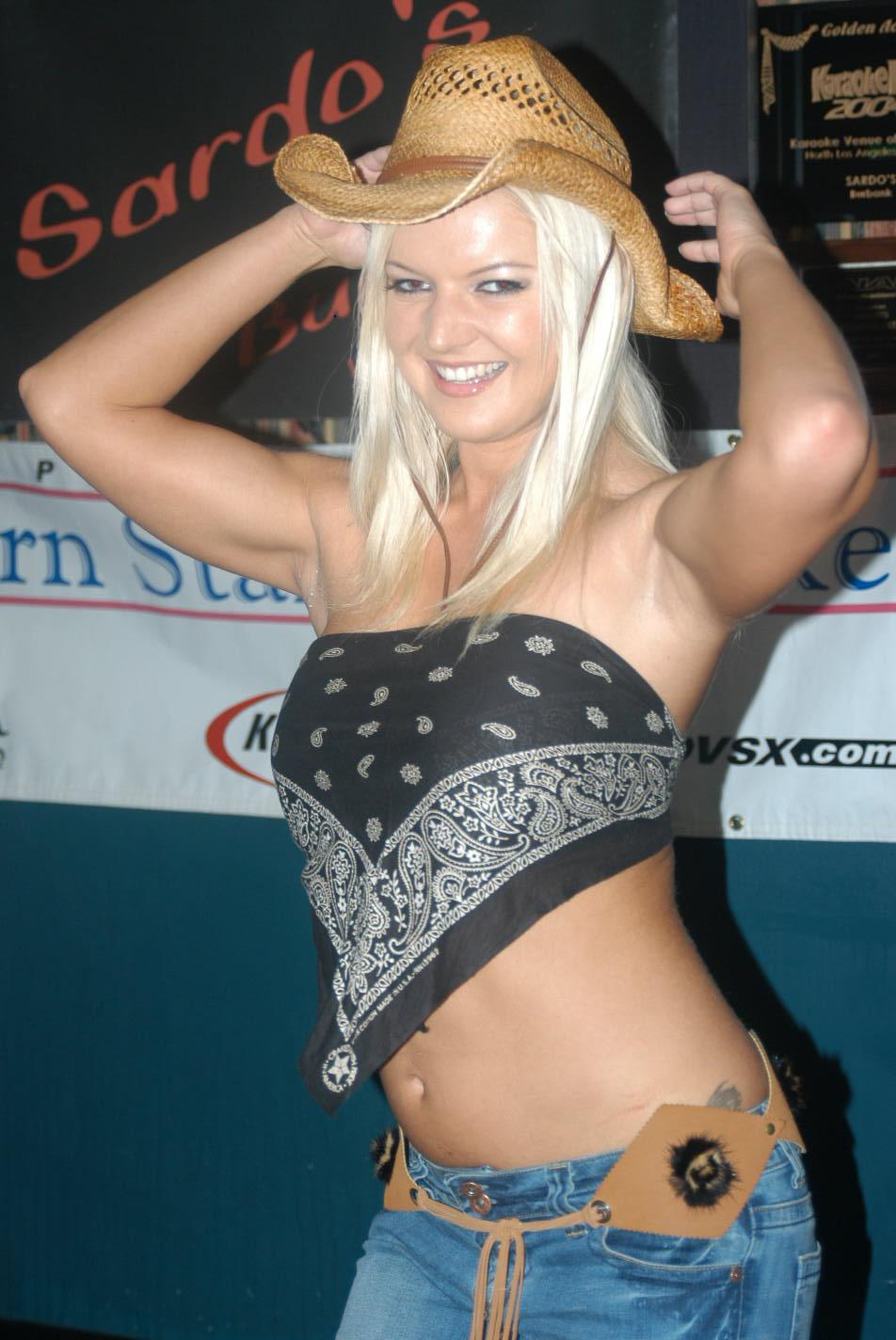
Vistiendo la bandana como un top
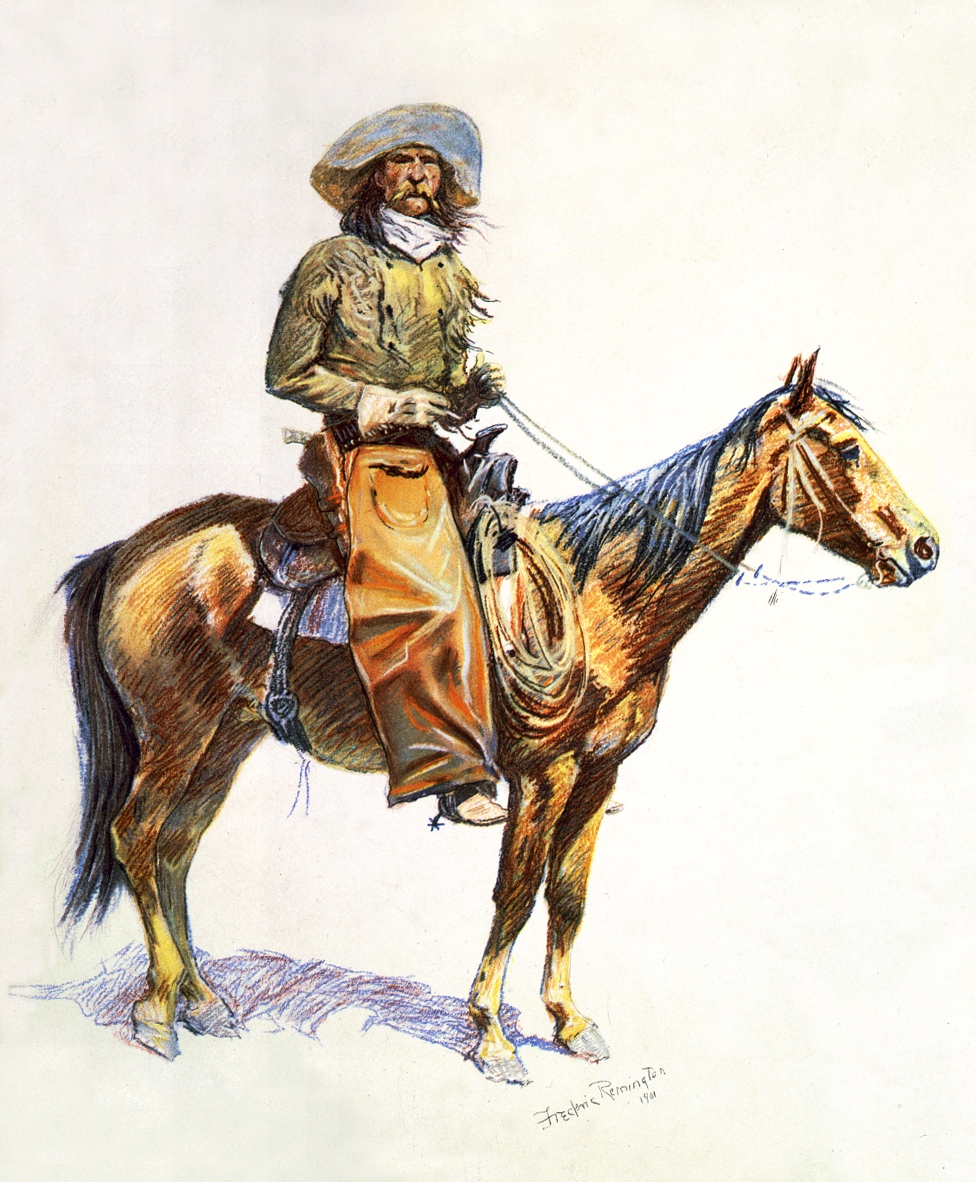
Camisa cowboy tipo "John Wayne"
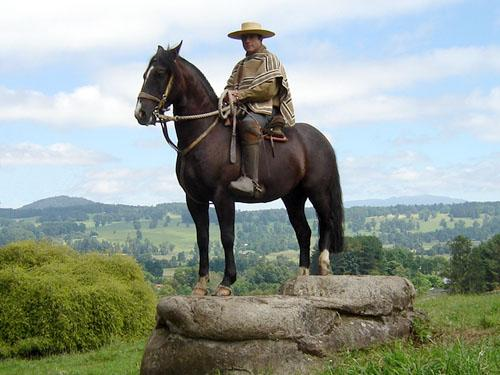
Poncho de huaso